# Liste des plus hauts bâtiments d'Afrique

## Liste des plus hauts immeubles africains
En 2024, la liste des gratte-ciel africains d'au moins 120 mètres de hauteur est la suivante  :
| Classement | Nom                                                   | Photo    | Pays                | ville         | Année | taille                                         | étag |
| ---------- | ----------------------------------------------------- | -------- | ------------------- | ------------- | ----- | ---------------------------------------------- | ---- |
| 1          | Tour F                                                |          | Côte d'Ivoire       | Abidjan       | 2026  | 404 (avec antenne, prétendument, paratonnerre) | 64   |
| 2          | iconic tower                                          | ☢        | Égypte              | Le Caire      | 2022  | 398                                            | 80   |
| 3          | Djamaâ El-Djazaïr                                     | ☢        | Algérie             | Alger         | 2024  | 265                                            | --   |
| 4          | Tour Mohammed VI                                      |          | Maroc               | Rabat         | 2021  | 250                                            | 55   |
| 5          | Carlton Centre                                        |          | Afrique du Sud      | Johannesbourg | 1973  | 223                                            | 50   |
| 5          | Mosquée Hassan-II                                     |          | Maroc               | Casablanca    | 1993  | 210                                            | --   |
| 6          | Britam Tower                                          |          | Kenya               | Nairobi       | 2017  | 200                                            | 31   |
| 7          | Nairobi GTC Office Tower (en)                         |          | Kenya               | Nairobi       | 2022  | 180                                            | 42   |
| 8          | Tour Ponte City                                       |          | Afrique du Sud      | Johannesbourg | 1975  | 173                                            | 54   |
| 9          | UAP Tower                                             |          | Kenya               | Nairobi       | 2016  | 163                                            | 33   |
| 10         | NECOM House                                           |          | Nigeria             | Lagos         | 1979  | 160                                            | 32   |
| 11         | Tanzania Ports Authority Headquarters                 |          | Tanzanie            | Dar es Salam  | 2016  | 157                                            | 40   |
| 12         | PSPF Towers 1                                         |          | Tanzanie            | Dar es Salam  | 2014  | 153                                            | 35   |
| 12         | PSPF Towers 2                                         | Tanzanie | Dar es Salam        | 2014          | 153   | 35                                             |      |
| 13         | Marble Towers                                         |          | Afrique du Sud      | Johannesbourg | 1973  | 152                                            | 32   |
| 13         | Pearl Dawn                                            |          | Afrique du Sud      | Durban        | 2010  | 152                                            | 31   |
| 14         | South African Reserve Bank Building                   |          | Afrique du Sud      | Pretoria      | 1988  | 150                                            | 38   |
| 15         | 88 on Field                                           |          | Afrique du Sud      | Durban        | 1985  | 147                                            | 26   |
| 16         | IMOB Business Tower                                   |          | Angola              | Luanda        | 2018  | 145                                            | 35   |
| 16         | MNF Square I                                          |          | Tanzanie            | Dar es Salam  | 2019  | 145                                            | 30   |
| 16         | MNF Square II                                         |          | Tanzanie            | Dar es Salam  | 2019  | 145                                            | 30   |
| 19         | Burj Bulaya Office - Tower 1                          |          | Libye               | Tripoli       | 2007  | 144                                            | 34   |
| 20         | Ministère des Affaires étrangères égyptien            |          | Égypte              | Le Caire      | 1994  | 143                                            | 39   |
| 21         | AlGezira Tower Movenpick Hotel                        |          | Égypte              | Le Caire      | 1996  | 142                                            | 43   |
| 21         | Grand Nile Tower                                      |          | Égypte              | Le Caire      | 1974  | 142                                            | 41   |
| 21         | Nile City South Tower                                 |          | Égypte              | Le Caire      | 2003  | 142                                            | 34   |
| 21         | Nile City North Tower                                 |          | Égypte              | Le Caire      | 2002  | 142                                            | 34   |
| 22         | ABC Building                                          |          | Zimbabwe            | Zvishavane    | 1976  | 141                                            | 33   |
| 23         | El Maadi Residential Tower 13                         |          | Égypte              | Le Caire      | 1987  | 140                                            | 42   |
| 23         | El Maadi Residential Tower 14                         |          | Égypte              | Le Caire      | 1987  | 140                                            | 42   |
| 23         | El Maadi Residential Tower 15                         |          | Égypte              | Le Caire      | 1987  | 140                                            | 42   |
| 23         | El Maadi Residential Tower 16                         |          | Égypte              | Le Caire      | 1987  | 140                                            | 42   |
| 23         | El Maadi Residential Tower 17                         |          | Égypte              | Le Caire      | 1987  | 140                                            | 42   |
| 23         | El Maadi Residential Tower 18                         |          | Égypte              | Le Caire      | 1987  | 140                                            | 42   |
| 23         | Kwa Dukuza Ebgoli Hotel - Tower 1                     |          | Afrique du Sud      | Johannesbourg | 1985  | 140                                            | 40   |
| 23         | 63 Abdulaziz Al Saud                                  |          | Égypte              | Le Caire      | 1985  | 140                                            | 41   |
| 23         | Michelangelo Towers                                   |          | Afrique du Sud      | Sandton       | 2005  | 140                                            | 34   |
| 23         | Trust Bank Building                                   |          | Afrique du Sud      | Johannesbourg | 1970  | 140                                            | 31   |
| 23         | Times Tower                                           |          | Kenya               | Nairobi       | 2000  | 140                                            | 33   |
| 24         | Maroc Telecom HQ                                      |          | Maroc               | Rabat         | 2013  | 139 (avec l’antenne)                           | 20   |
| 24         | Portside Tower                                        |          | Afrique du Sud      | Le Cap        | 2014  | 139                                            | 32   |
| 24         | Standard Bank Centre                                  |          | Afrique du Sud      | Johannesbourg | 1968  | 139                                            | 34   |
| 25         | Southern Life Centre                                  |          | Afrique du Sud      | Johannesbourg | 1973  | 138                                            | 30   |
| 26         | Casablanca Finance City Tower                         |          | Maroc               | Casablanca    | 2019  | 136                                            | 28   |
| 27         | Tours Jumelles de Mpila                               |          | République du Congo | Brazzaville   | 2023  | 135,8                                          | 30   |
| 27         | San Stefano Grand Plaza                               |          | Égypte              | Alexandrie    | 2006  | 135                                            | 31   |
| 27         | Champagne Pearl Tower                                 |          | Nigeria             | Lagos         | 2017  | 135                                            | 30   |
| 27         | Nile East Corniche Main Tower                         |          | Égypte              | Le Caire      | 2017  | 135                                            | 37   |
| 27         | National Bank of Egypt (Southern Tower)               |          | Égypte              | Le Caire      | 1986  | 135                                            | 33   |
| 27         | National Bank of Egypt (northern Tower)               |          | Égypte              | Le Caire      | 1986  | 135                                            | 33   |
| 28         | PPF Headquarters                                      |          | Tanzanie            | Dar es Salam  | 2019  | 134                                            | 35   |
| 29         | Monte Blanc                                           |          | Afrique du Sud      | Durban        | 1985  | 133                                            | 40   |
| 29         | Prism Tower                                           |          | Kenya               | Nairobi       | 2018  | 133                                            | 34   |
| 30         | ASBA Building                                         |          | Afrique du Sud      | Pretoria      | 1976  | 132                                            | 38   |
| 30         | Absa Tower                                            |          | Afrique du Sud      | Johannesbourg | 1976  | 132                                            | 31   |
| 31         | M Tower                                               |          | Maroc               | Casablanca    | 2026  | 131                                            | 32   |
| 31         | Shift Tower                                           |          | Maroc               | Casablanca    | 2026  | 130                                            | 35   |
| 31         | JW Marriott Hotel                                     |          | Libye               | Tripoli       | 2011  | 130                                            | 36   |
| 31         | Old Mutual Centre                                     |          | Afrique du Sud      | Durban        | 1995  | 130                                            | 33   |
| 31         | Banco de Moçambique Tower 1                           |          | Mozambique          | Maputo        | 2015  | 130                                            | 31   |
| 31         | Bank Misr Building                                    |          | Égypte              | Le Caire      | 1985  | 130                                            | 29   |
| 31         | NTC Tower                                             |          | ☢                   | Khartoum      | 2009  | 130                                            | 29   |
| 32         | Millennium Tower                                      |          | Tanzanie            | Dar es Salam  | 2014  | 129                                            | 30   |
| 32         | Maadi Gem Towers 1                                    |          | Égypte              | Le Caire      |       | 129                                            | 39   |
| 32         | Maadi Gem Towers 2                                    |          | Égypte              | Le Caire      |       | 129                                            | 39   |
| 32         | Maadi Gem Towers 3                                    |          | Égypte              | Le Caire      |       | 129                                            | 39   |
| 33         | 209 Smith Street                                      |          | Afrique du Sud      | Johannesbourg | 1976  | 128                                            | 30   |
| 33         | Four Seasons Hotel Cairo at Nile Plaza                |          | Égypte              | Le Caire      | 1999  | 127                                            | 31   |
| 33         | 1 Thibault Square                                     |          | Afrique du Sud      | Johannesbourg | 1972  | 127                                            | 32   |
| 34         | Le'Mac                                                |          | Kenya               | Nairobi       | 2017  | 126                                            | 27   |
| 35         | Tour Redland                                          |          | Madagascar          | Antananarivo  | 2013  | 125                                            | 33   |
| 35         | Mariston Hotel                                        |          | Afrique du Sud      | Johannesbourg |       | 125                                            | 32   |
| 36         | Bank of Mauritius Tower                               |          | Maurice             | Port Louis    | 2006  | 124                                            | 26   |
| 36         | Union Bank Building                                   |          | Nigeria             | Lagos         |       | 124                                            | 28   |
| 36         | The Spinnaker                                         |          | Afrique du Sud      | Durban        | 2007  | 124                                            | 29   |
| 37         | Kine Centre                                           |          | Afrique du Sud      | Johannesbourg | 1974  | 123                                            | 27   |
| 38         | Ministère de l'Habitat, de l’Urbanisme et de la Ville | ☢ ☢      | Algérie             | Alger         | 2025  | 122                                            |      |
| 38         | El Maadi Residential Tower 5                          |          | Égypte              | Le Caire      | 1987  | 122                                            | 35   |
| 38         | El Maadi Residential Tower 6                          |          | Égypte              | Le Caire      | 1987  | 122                                            | 35   |
| 38         | El Maadi Residential Tower 7                          |          | Égypte              | Le Caire      | 1987  | 122                                            | 35   |
| 38         | El Maadi Residential Tower 8                          |          | Égypte              | Le Caire      | 1987  | 122                                            | 35   |
| 38         | El Maadi Residential Tower 9                          |          | Égypte              | Le Caire      | 1987  | 122                                            | 35   |
| 38         | El Maadi Residential Tower 10                         |          | Égypte              | Le Caire      | 1987  | 122                                            | 35   |
| 38         | El Maadi Residential Tower 11                         |          | Égypte              | Le Caire      | 1987  | 122                                            | 35   |
| 38         | El Maadi Residential Tower 12                         |          | Égypte              | Le Caire      | 1987  | 122                                            | 35   |
| 39         | La Cité Administrative Tour D                         |          | Côte d'Ivoire       | Abidjan       | 1984  | 120                                            | 30   |
| 39         | Embassy Building                                      |          | Afrique du Sud      | Durban        | 1991  | 120                                            | 28   |
| 39         | Burj Bulaya Office - Tower 2                          |          | Libye               | Tripoli       | 2007  | 120                                            | 39   |
| 39         | BCP Tower                                             |          | Maroc               | Casablanca    | 2022  | 120                                            | 27   |
| 39         | Tripoli Tower                                         |          | Libye               | Tripoli       | 2003  | 120                                            | 25   |
| 39         | Hôtel Corinthia Bab Africa 1                          |          | Libye               | Tripoli       | 2003  | 120                                            | 28   |
| 39         | Tour de la Banque centrale du Zimbabwe                |          | Zimbabwe            | Harare        | 1997  | 120                                            | 28   |
| 39         | Embassy Building                                      |          | Afrique du Sud      | Durban        | 1991  | 120                                            | 28   |
| 39         | Hotel Africa tunis                                    |          | Tunisie             |               | 1971  | 120 (avec l"antenne)                           | 23   |
| 39         | El Fateh Tower                                        |          | Libye               | Tripoli       | 2003  | 120                                            | 25   |

## Autres gratte-ciel

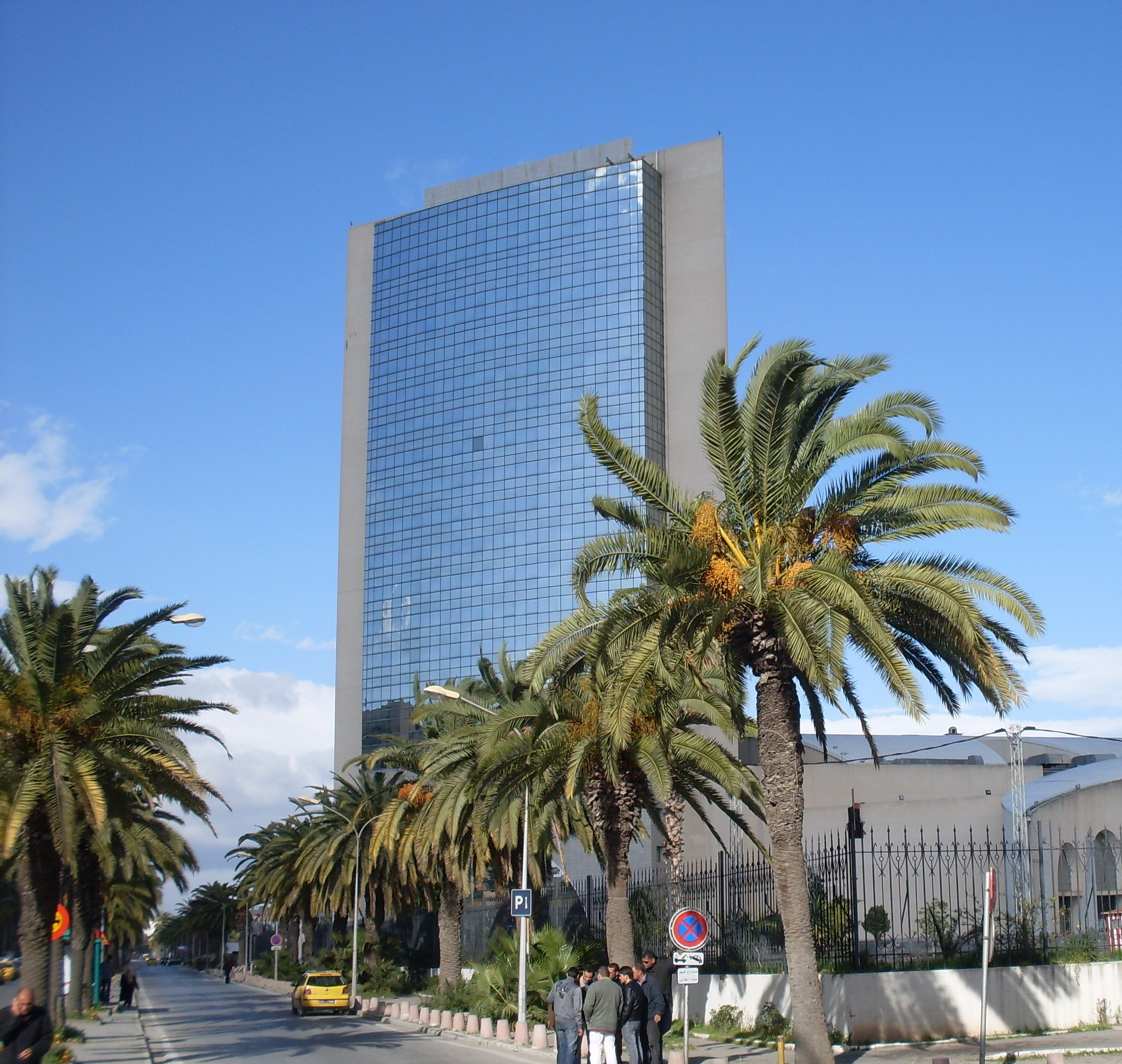
Tour de la nation, ancien siége du RCD, en Tunisie.
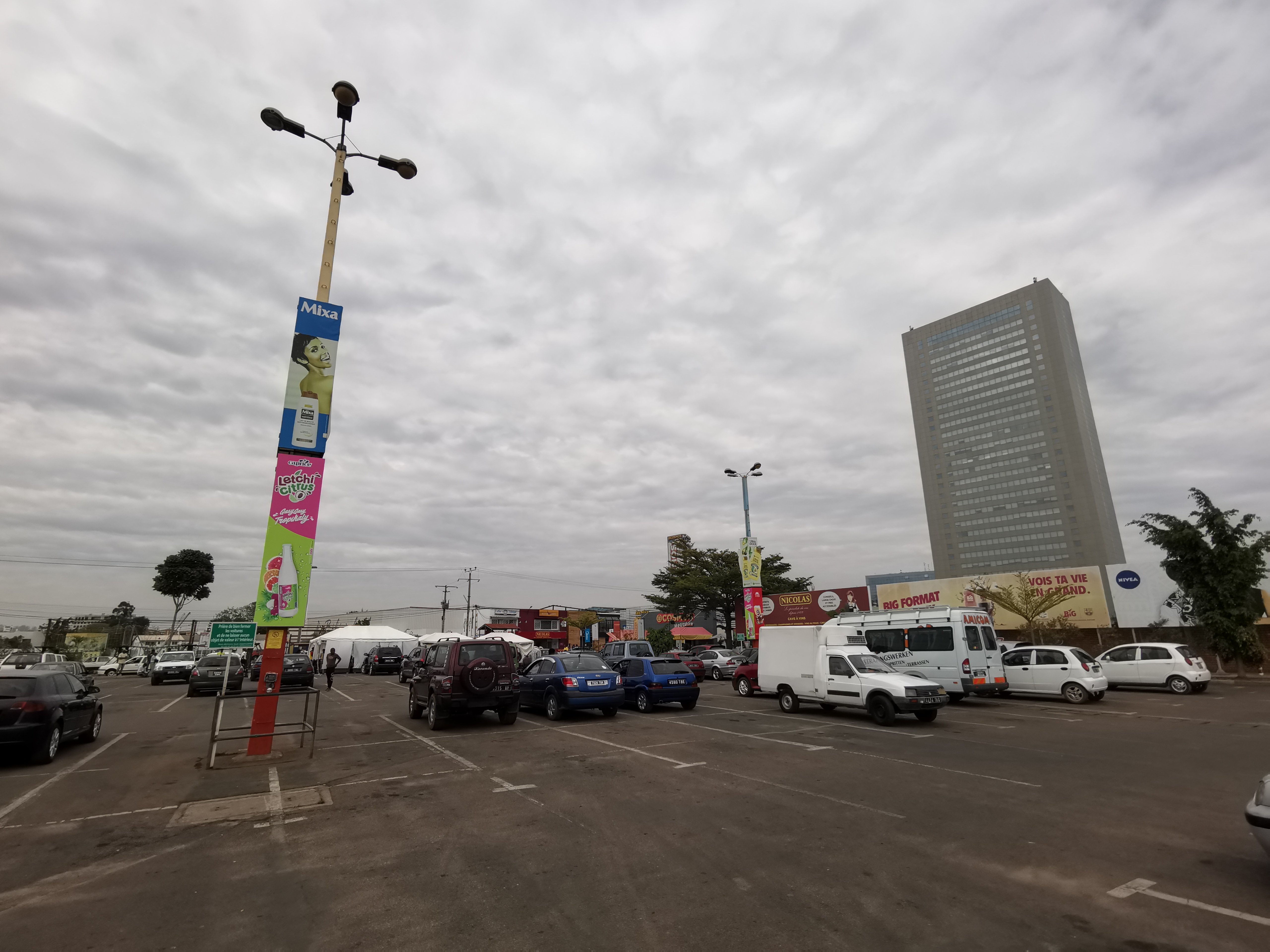
Tour Redland ancien Tour Orange, maintenant c'est le siège du Groupe Sipromad à Madagascar. C'est la tour la plus haute de l'océan Indien.
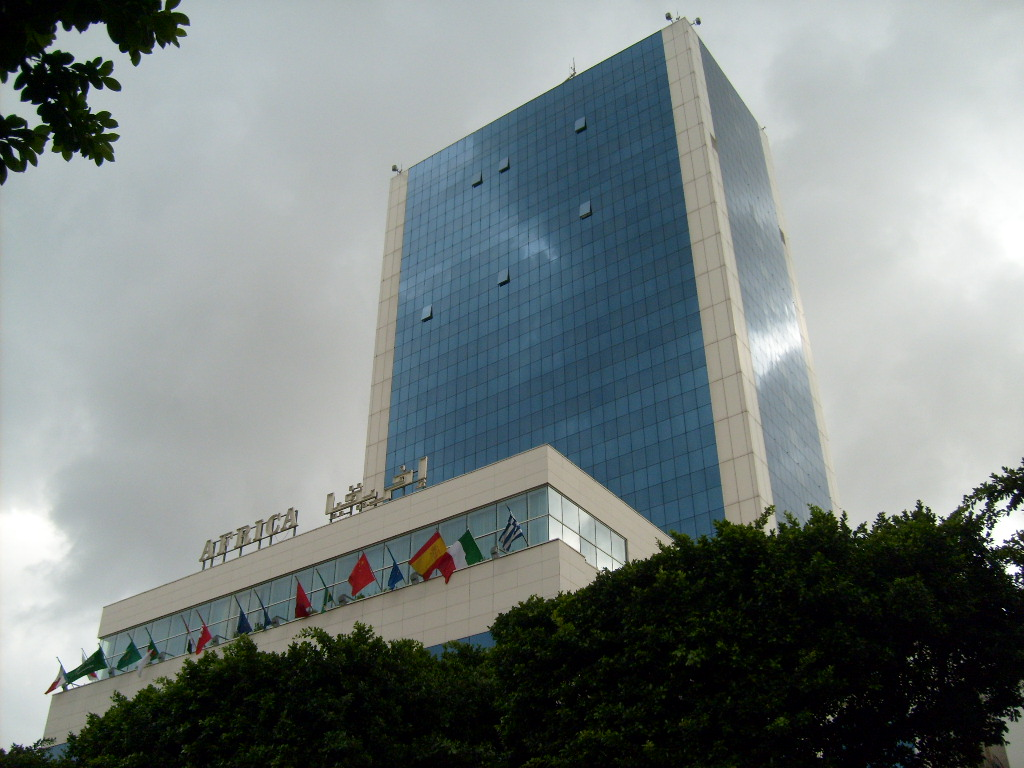
Hôtel Africa en Tunisie.
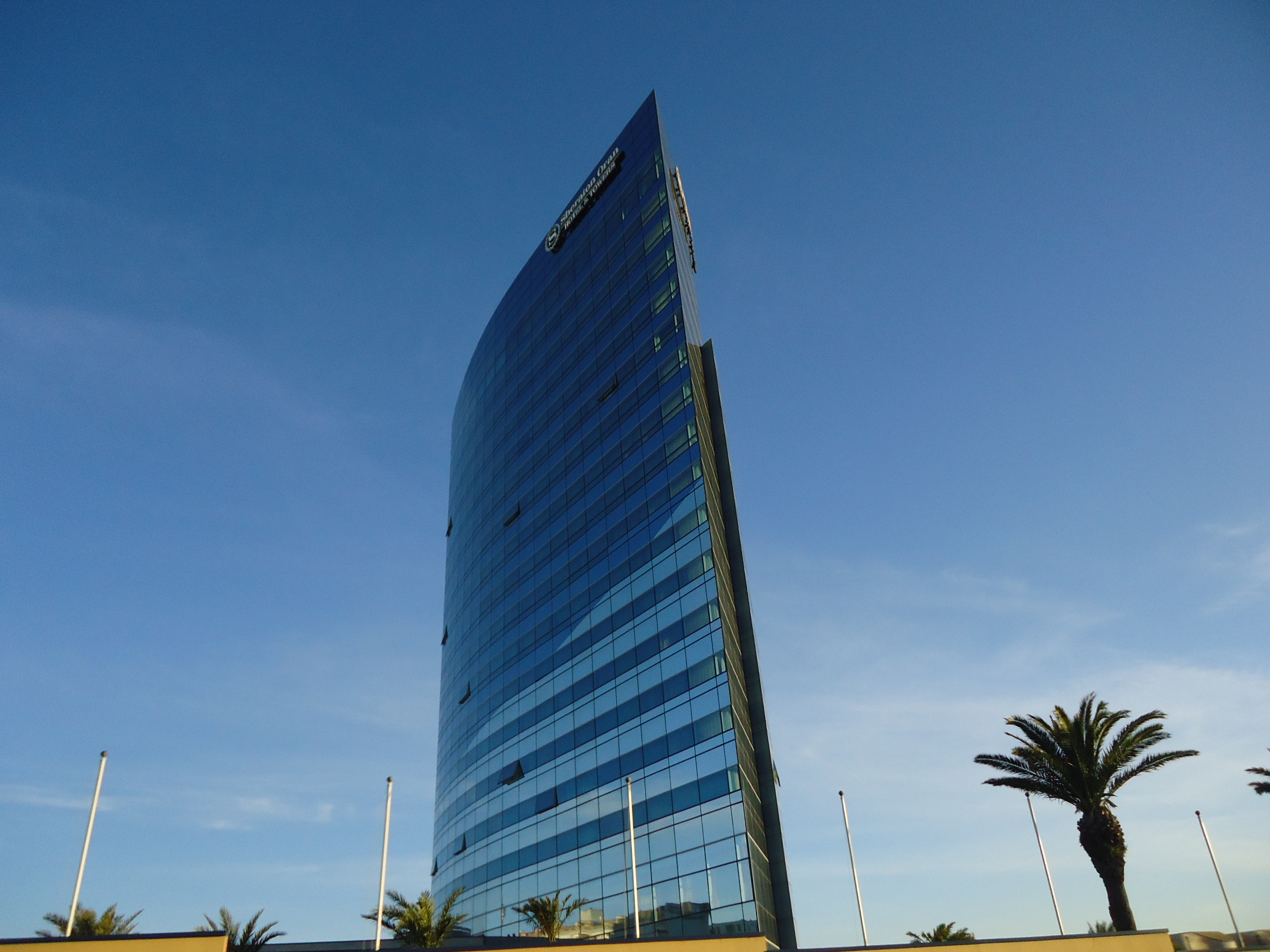
Sheraton Oran Hotel & Tower à Oran en Algérie, d'une hauteur de 77 mètres, inauguré en 2005.
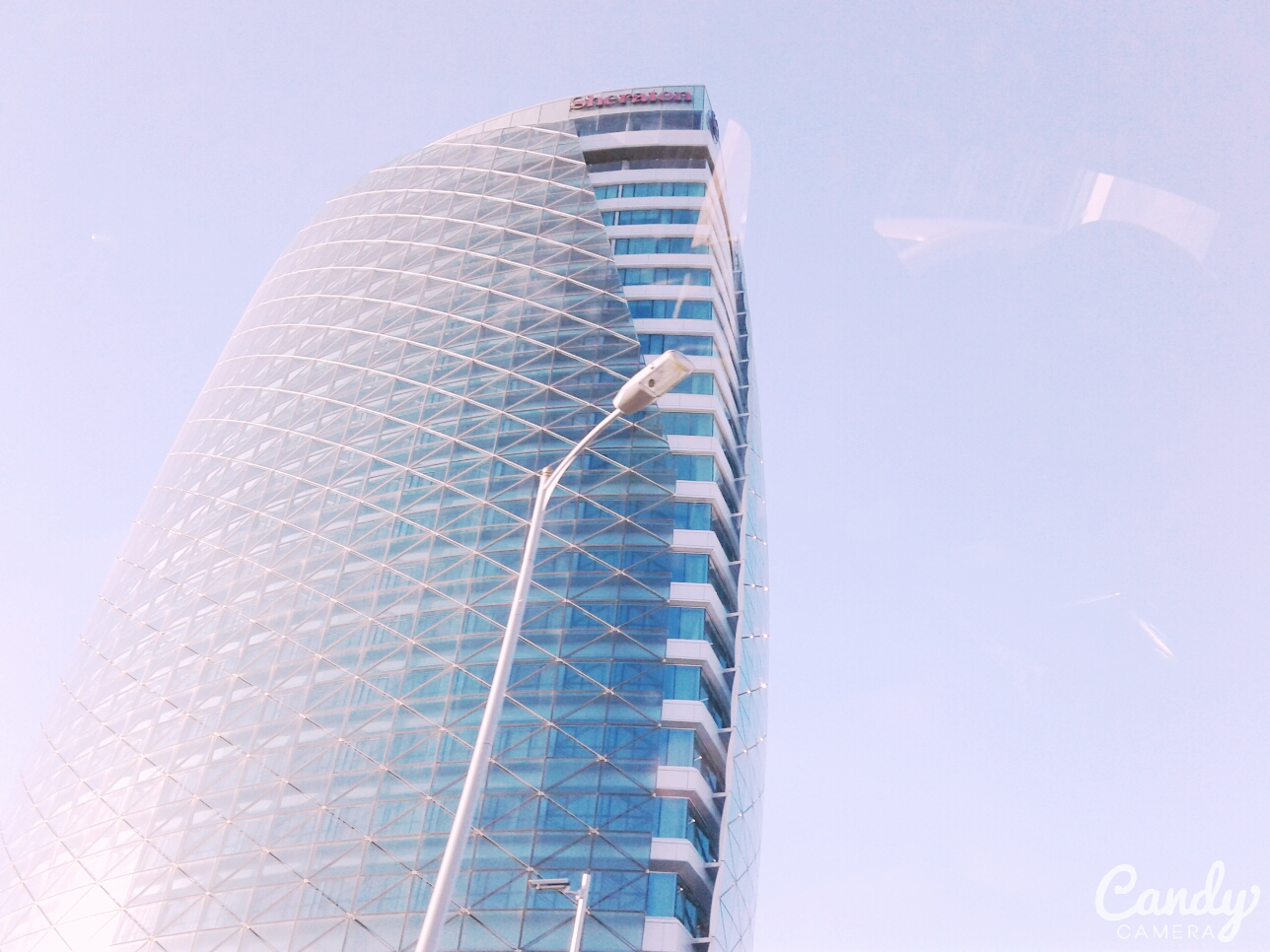
Sheraton Annaba Tower à Annaba en Algérie, d'une hauteur de 110 mètres, inauguré en 2016.
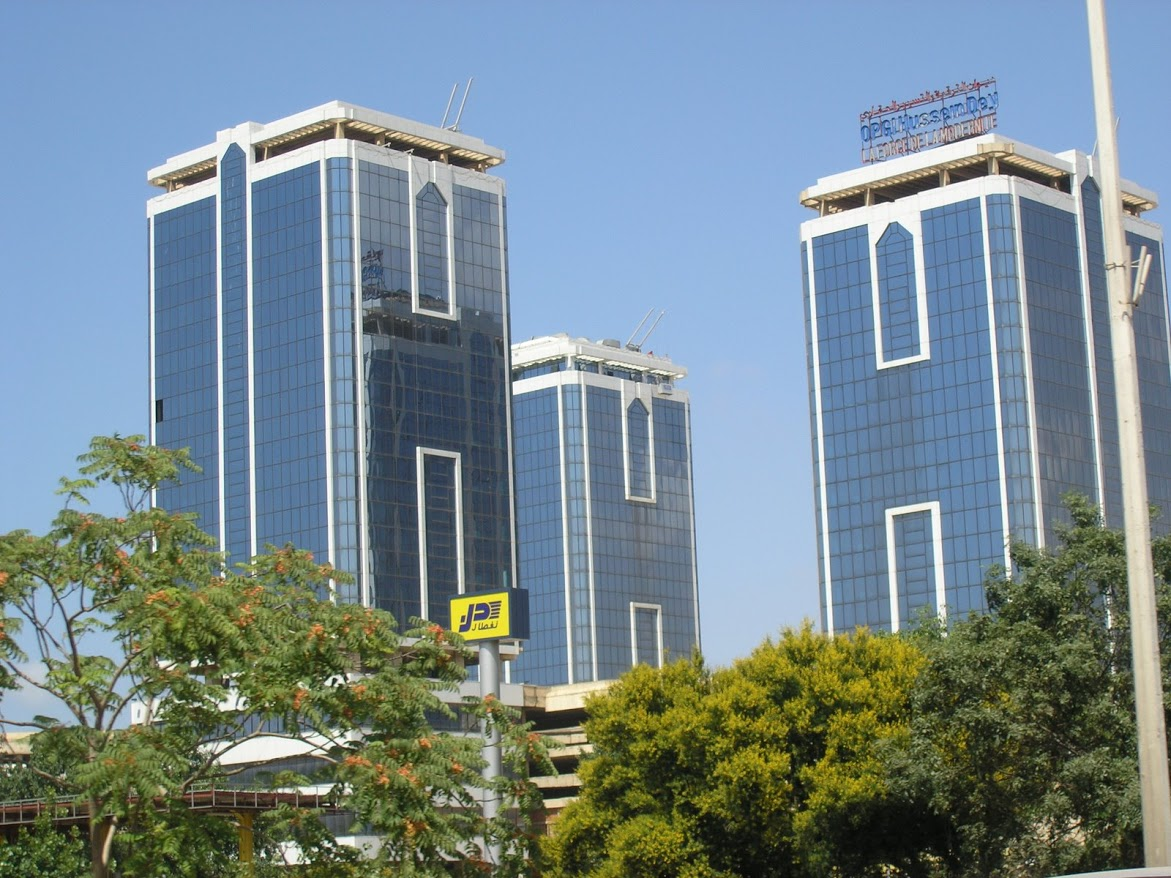
Ministère du commerce  à Alger.
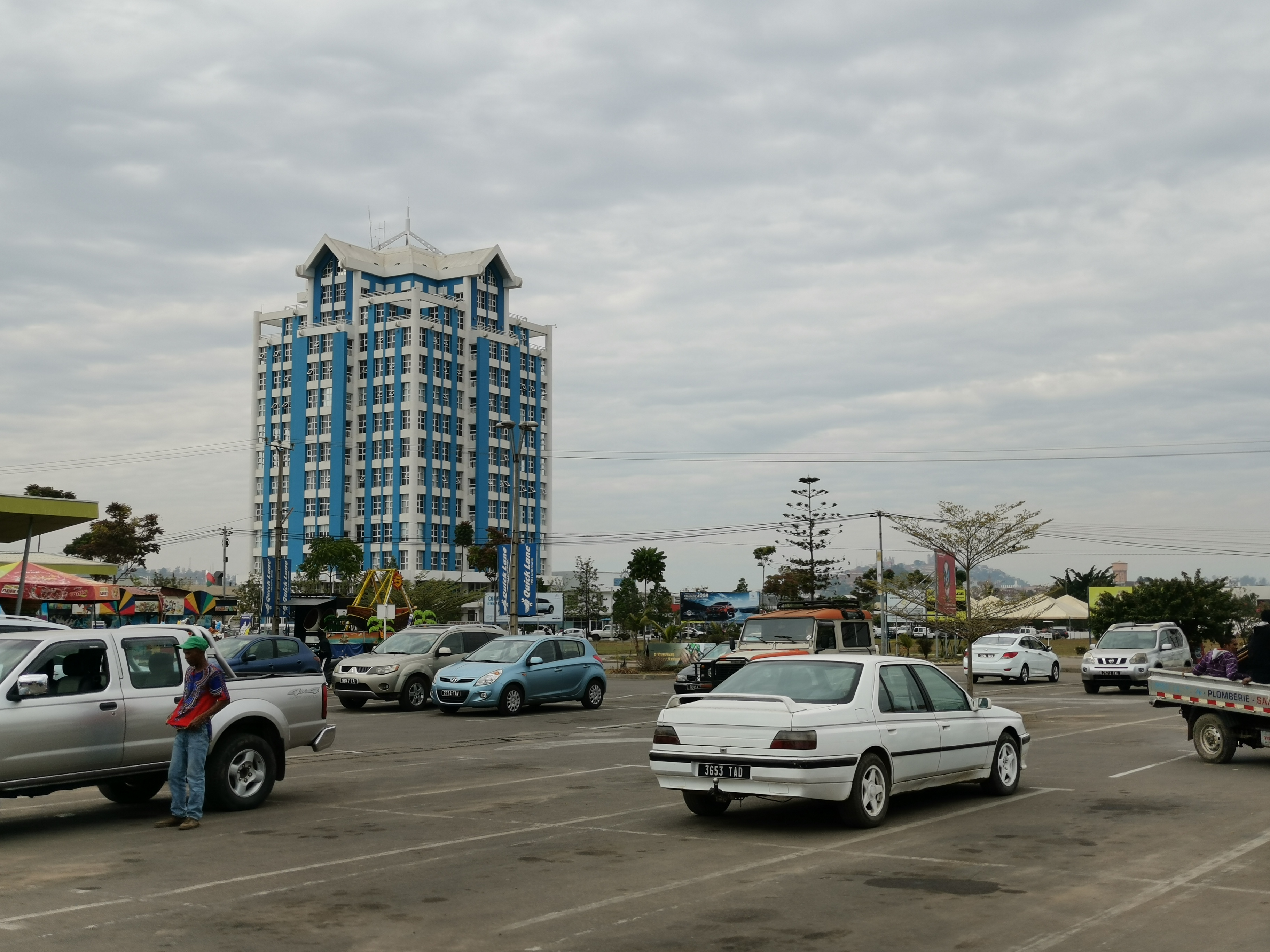
Tour Zital à Antananarivo la capitale de Madagascar.
Cité administrative tours à Abidjan en Côte d'Ivoire.
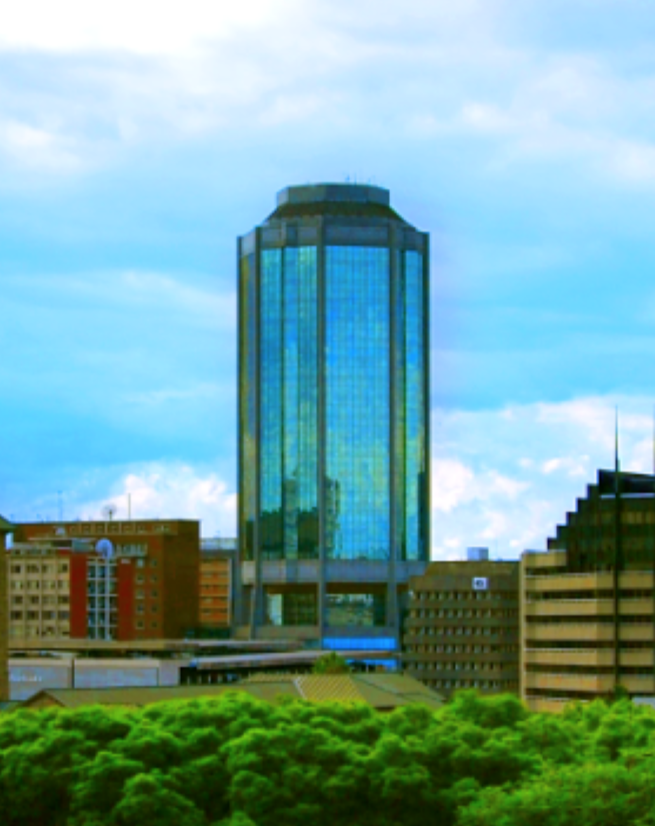
Tour de la Banque centrale du Zimbabwe à Harare.
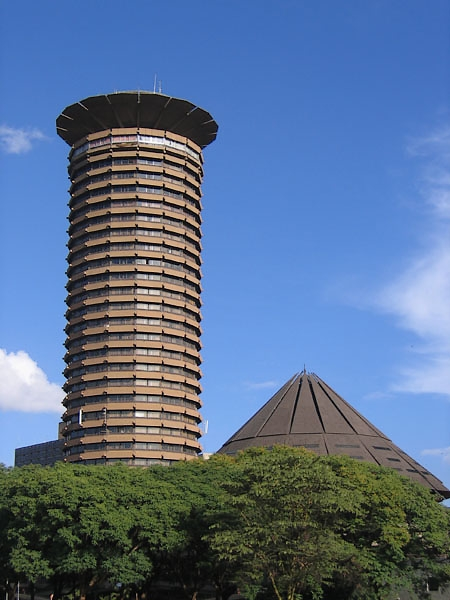
Centre international de conférence Kenyatta à Nairobi.
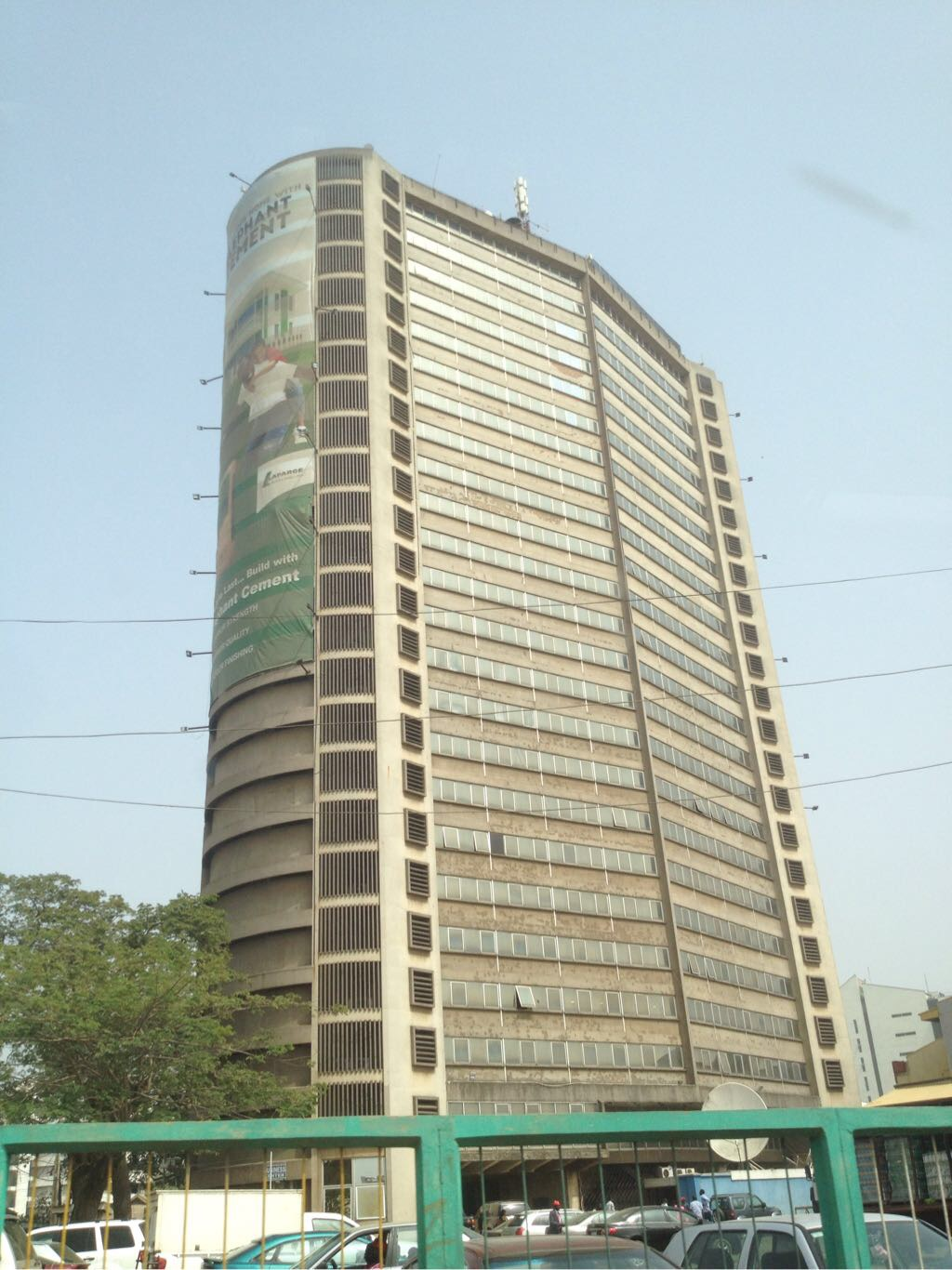
Cocoa House à Ibadan au Nigeria.
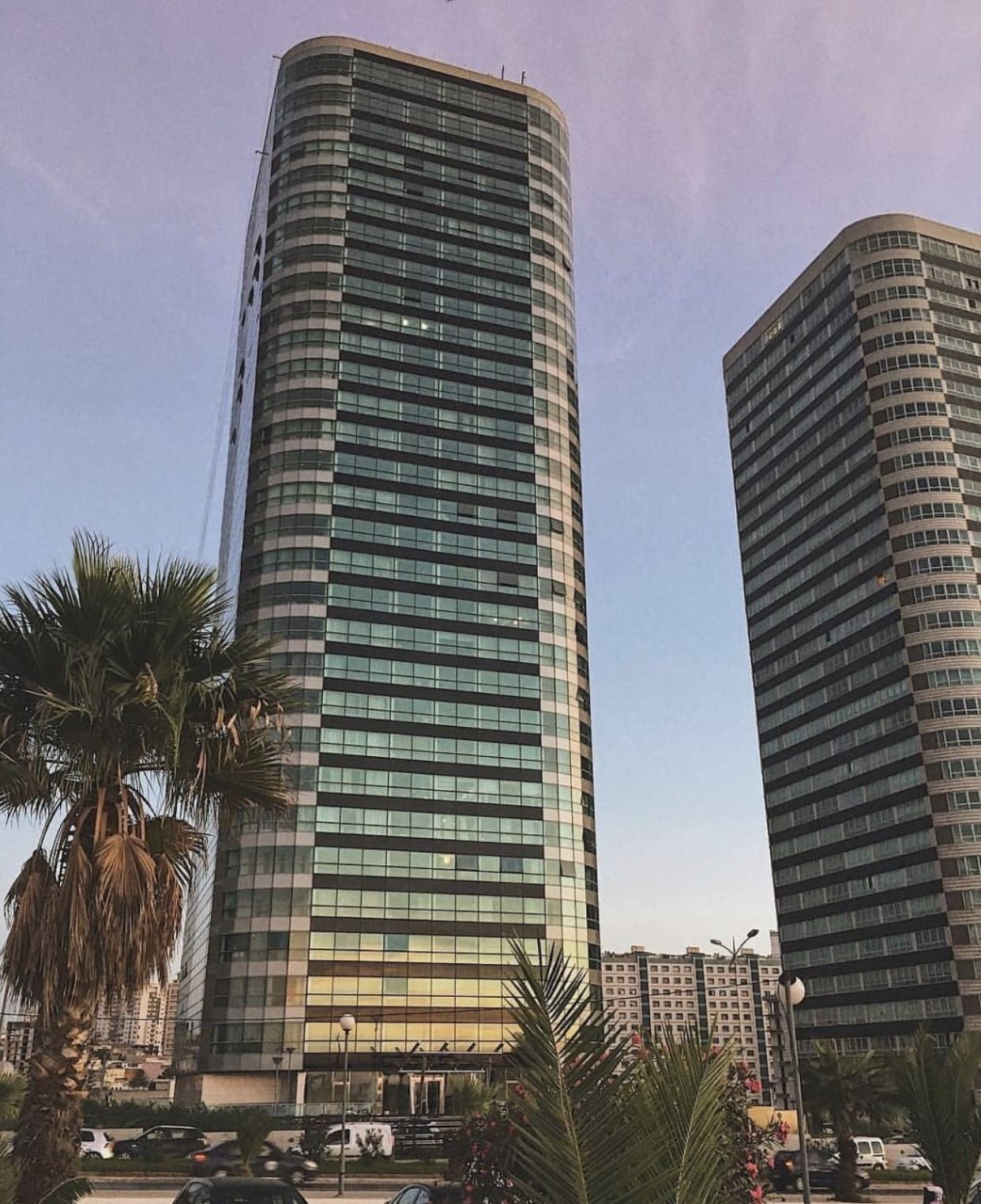
Oran Bahia Center